# Alen Islamović
Alen Islamović, född 17 augusti 1957 i Sokolac, är en sångare från Bosnien-Hercegovina. Islamović är mest känd för sin medverkan i banden Bijelo Dugme och Divlje jagode.